# Legături bolnăvicioase
Legături bolnăvicioase (bra: Doente de Amor) é um filme romeno dirigido por Tudor Giurgiu em 2006. O filme é uma história de amor lésbica adaptada de um romance de Cecilia Ștefănescu e foi comparado a My Summer of Love.

## Sinopse
Alex e Kiki são amigos da Universidade de Bucareste, moram no mesmo prédio e percebem o grande amor que sentem um pelo outro. Para suas famílias, as mulheres são como irmãs e não podem imaginar seu relacionamento, mas têm uma desvantagem: Sandu, irmão de Kiki, que sente amor e ciúme doentios por ela. O filme termina em tragédia quando Alex pede a Kiki que não a procure novamente, pois o relacionamento não valia a pena prosseguir se Sandu estivesse no meio deles.

## Elenco
- Maria Popistasu como Kiki.
- Ioana Barbu como Alex.
- Tudor Chirila como Sandu.
- Catalina Murgea como a senhorita Benes.
- Mircea Diaconu como o senhor Dragnea.
- Virginia Mirea como a senhorita Dragnea.
- Tora Vasilescu como a senhorita Parvulescu.
- Valentin Popescu como o senhor Parvulescu.
- Mihai Dinvale como o professor Mihailescu.
- Carmen Tanase como camareira.
- Puya como taxista.
- Mihaela Radulescu como a senhorita Negulescu
- Robert Paschall Jr. como Bo.